# Okręg wyborczy Barnard Castle
Okręg wyborczy Barnard Castle powstał w 1885 r. i wysyłał do brytyjskiej Izby Gmin jednego deputowanego. Okręg położony był w zachodniej części hrabstwa Durham w północno-wschodniej Anglii. Został zlikwidowany w 1950 r.

## Deputowani do brytyjskiej Izby Gmin z okręgu Barnard Castle
- 1885–1903: Joseph Pease, Partia Liberalna
- 1903–1918: Arthur Henderson, Partia Pracy
- 1918–1922: John Edmund Swan, Partia Pracy
- 1922–1923: John Edwin Rogerson, Partia Konserwatywna
- 1923–1924: Moss Turner-Samuels, Partia Pracy
- 1924–1929: Cuthbert Headlam, Partia Konserwatywna
- 1929–1931: Will Lawther, Partia Pracy
- 1931–1935: Cuthbert Headlam, Partia Konserwatywna
- 1935–1945: Thomas Sexton, Partia Pracy
- 1945–1950: Sydney Lavers, Partia Pracy